# Грузино-румынские отношения
Грузино-румынские отношения — двусторонние дипломатические отношения между Грузией и Румынией. Отношения были установлены 25 июня 1992 года.

## История отношений
Грузия и Румыния вместе с Азербайджаном являются частью проекта Интерконнектор Азербайджан-Грузия-Румыния (АГРИ). Этот проект направлен на транспортировку азербайджанского природного газа к черноморскому побережью Грузии, где он будет сжижен и доставлен в румынский черноморский порт Констанца. Оттуда газ будет доставляться в разные части Европы. Ожидается, что этот проект завершится к 2024—2026 гг. Он был начат после подписания меморандума 13 апреля 2010 года представителями трех стран.
В 2021 году тогдашний посол Румынии в Грузии Рэзван Ротунду объявил, что Румыния пожертвует Грузии 10 000 единиц вакцины от COVID-19 Oxford-AstraZeneca, чтобы помочь стране справиться с пандемией COVID-19.
Анфим Иверский — важная историческая фигура в Грузии и Румынии, символ отношений между этими странами. Он был грузинским богословом, родившимся в 17 веке в Картлийском царстве, тогда известном как Иберия в Европе. Он прибыл в румынское княжество Валахия в 1689 году, где возглавил типографию князя страны и стал аббатом различных монастырей. Он напечатал и написал много книг и в конце концов стал митрополитом Валахии, но его действия охватили и другие регионы, в том числе его родную Грузию. Анфим умер в 1716 году. Он был канонизирован Священным Синодом Румынской Православной Церкви в 1992 году (отмечая 27 сентября как свой день святого) и был отмечен тем же учреждением в 2016 году, когда оно объявило этот год годом уважения к Анфиму. С 2002 года национальные команды по регби Румынии (известные как «Дубы») и Грузии (известные как «Лелос») ежегодно разыгрывают Кубок Анфима, названный в честь Анфима Иберийского. По состоянию на 2021 год Грузия выигрывала кубок 14 раз, а Румыния — 6 раз.

## Дипломатические миссии
- У Грузии есть посольство в Бухаресте[6] и консульство в Констанце[7]
- У Румынии есть посольство в Тбилиси[8]